# جميل شحادة
جميل حسن محمد شحادة (أبو خالد؛ 10 مايو 1947 – 31 يناير 2017) هو سياسي فلسطيني بارز، وُلِد في مدينة طولكرم الفلسطينية، كان من قيادات منظمة التحرير الفلسطينية، والأمين العام لحزبي جبهة التحرير العربية والجبهة العربية الفلسطينية، وعضوًا في كل من المجلس الوطني الفلسطيني والمجلس المركزي الفلسطيني واللجنة التنفيذية لمنظمة التحرير الفلسطينية.

## نشأته وتحصيله العلمي
ولد جميل شحادة في مدينة طولكرم بالضفة الغربية بتاريخ 10 مايو 1947، تلقى تعليمه في مدارس مدينته طولكرم، حيث درس الابتدائية والإعدادية والثانوية في مدرسة الفاضلية العريقة بالمدينة، ثم التحق للدراسة الجامعية بجامعة عين شمس حيث تخرج من كلية الإدارة فيها.

## دخوله الحياة السياسية
التحق بالعمل الوطني منذ أن كان طالبًا في الجامعة، وعمل في صفوف جبهة التحرير العربية وحزب البعث منذ عام 1969 في الكويت حيث كان عضو قيادة الجبهة والحزب. لاحقاً تم إبعاده من الكويت لأسباب سياسية عام 1980، فاضطر للانتقال إلى لبنان كعضو للجنة المركزية لجبهة التحرير العربية، وبقي فيها حتى عام 1982 لحين خروج المقاومة الفلسطينية، وقد كان على رأس أول مجموعة من المقاتلين تغادر الأراضي اللبنانية، فتوجه إلى العراق ومن ثم إلى تونس.

## مناصبه
- عضو الأمانة العامة لاتحاد عمال فلسطين في منظمة التحرير الفلسطينية.
- عضو المجلس الوطني الفلسطيني منذ عام 1980 في الدورة الخامسة عشر التي عقدت في دمشق.[6]
- عضو المجلس المركزي الفلسطيني في منظمة التحرير الفلسطينية.[7]
- عضو اللجنة التنفيذية لمنظمة التحرير الفلسطينية.[2]
- الأمين العام لجبهة التحرير العربية.[8]
- الأمين العام للجبهة العربية الفلسطينية منذ عام 1993.[9]

## وفاته
توفي جميل شحادة بتاريخ 31 يناير 2017 إثر نوبة قلبية ألمت به، ودفن في مسقط رأسه مدينة طولكرم بجنازة رسمية وعسكرية وشعبية، وبحضور عدد كبير من القيادات الفلسطينية على رأسهم أمين سر منظمة التحرير صائب عريقات.
جرى نعيه من قبل كل من رئيس دولة فلسطين محمود عباس، ومنظمة التحرير الفلسطينية، والمجلس الوطني الفلسطيني، والحكومة الفلسطينية، وحركة فتح، وحركة المبادرة الوطنية الفلسطينية، وجبهة التحرير الفلسطينية، والاتحاد الديمقراطي الفلسطيني، وجبهة النضال الشعبي الفلسطيني، وغيرهم.